# 上海大生農業金融科技
上海大生農業金融科技股份有限公司，簡稱上海大生農業金融科技股份和上海大生農業金融科技（英語：Shanghai Dasheng Agriculture Finance Technology Co., Ltd.，港交所：1103），於1993年由當地政府設立名為「上海建築材料保稅貿易行」，其後在1997年由棟華有限公司創辦人錢文華（前董事長）進行收購，轉為民營企業，當時名為「上海棟華國際貿易有限公司」和「上海棟華石油化工股份有限公司」。
主席為蘭華升。而業務在國內經營道路桥梁建设、石化产品供应链等，總部位於中国上海市吴淞路218号宝矿国际大厦2201室。
招股價為0.73港元（7.3港元），發行新股為103,000,000 H股（10,300,000 H股），集資額為7519萬港元，股份則在2005年7月13日於港交所創業板上市，當時代碼為8251.HK。其後在2012年7月16日轉在主板上市。
2015年8月18日，該公司以268,000,000人民幣元，收購從江西樟樹市智贏投資管理中心旗下「上海諧易企業管理諮詢有限公司」全數股權。
2016年1月4日，更名為「上海大生農業金融科技股份有限公司」。2017年3月，公司公布2016年全年业绩，集团营业额逾143.65亿元，较2015年大幅上升约75%，毛利逾5.99亿元，同比上升约19.42%。2018年12月，其子公司南京大生冷链将储存的腐烂冷冻肉制品装车出库，被立案调查。

## 連結
- Tonva.com
- 上海棟華附屬因地方政府收地獲６４０８萬人幣補償 （页面存档备份，存于）